# 니시노시마정
니시노시마정(일본어: 西ノ島町)은 일본 시마네현 오키군의 정이다.
오키 제도의 니시노시마섬을 관할하며 오키군 내에서는 오키노시마정에 이어 두 번째로 큰 정이다.

## 지리
섬은 산이 많아 경지가 적고, 섬의 남부는 시마마에 3섬에 둘러싸여 좋은 항구가 많다. 북부는 거친 바다이지만 양어장이다. 1915년에는 섬 중앙부에 후나히키 운하가 개착되어 섬 남부의 항구에서 북부의 어장까지 간단하게 갈 수 있게 되었다. 우라고항은 오키 최대의 어업 기지이다. 정내에서 가장 높은 산인 다쿠히산(해발 451.7m)이 니시노시마정 주위를 둘러싸고 있다.

## 역사
고대에는 오키국 지부군 미타향에 속했다. 1221년에 고토바 상황이 아마군으로 들어가 19년 간 유배 생활을 했다. 1332년에는 고다이고 천황이 이 부근에 유배되었던 것으로 추정된다(다른 설도 존재하며 천황은 곧 탈출하였다).
1957년 2월 11일에 우라고촌과 구로키촌이 합병해 니시노시마정이 성립했다.

## 교통

### 도로
- 국도 485호선

### 버스
- 니시노시마 정영버스

### 항구
- 벳푸항 (시마네현)(일본어판)

## 자매 도시
- 일본 돗토리현 고후정

## 같이 보기
- 니시노시마섬